# MOS Technology

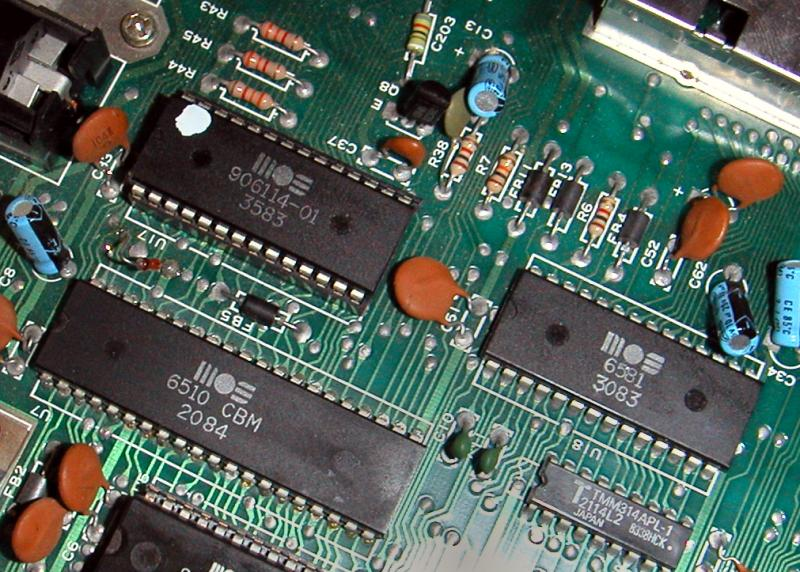
Kretskort med chips av MOS.

MOS Technology är ett före detta amerikanskt företag som tillverkade mikrochip. Företaget tillverkade chip åt bland annat Commodore, som köpte upp MOS Technology år 1976. Anmärkningsvärda chip tillverkade av MOS Technology är 6502-processorn, ljudchippet SID och grafikchippet VIC II.
Under sina nya ägare bytte MOS Technology namn till Commodore Semiconductor Group. Sedan Commodore gjort konkurs köptes företaget ut av sina forna ägare och bytte namn till GMT Microelectronics.
Företaget var verksamt fram till 2001 när det tvingades att lägga ner p.g.a. kostnader i och med sanering på en av sina tidigare industritomter.

## Integrerade kretsar
Företaget utvecklade under sina olika ägare en rad olika integrerade kretsar, bl.a. följande.
Kretsar som är benämnda med 65xx bygger på en NMOS-tillverkningsteknik.
Kretsar som är benämnda med 85xx bygger på en HMOS-tillverkningsteknik.
- MOS Technology 6501 - 8-bitars CPU som är pinkompatibel med Motorola 6800
- MOS Technology 6502 - 8-bitars CPU, identisk med 6501 med undantag för ordningen på kretsens pinnar.
- MOS Technology 6507 - 8-bitars CPU med 13-bitars adressbus.
- MOS Technology 6508 - 8-bitars CPU
- MOS Technology 6509 - 8-bitars CPU
- MOS Technology 6510 - 8-bitars CPU

- MOS Technology VIC – En grafikkrets som används i hemdatorn VIC-20
- MOS Technology VIC-II – En grafikkrets som används i hemdatorn Commodore 64
- MOS Technology SID – En ljudkrets som används i Commodore 64
- MOS Technology TED – Ljud- och bildkrets i hemdatorerna Commodore 16 och Plus/4
- MOS Technology CIA – Har hand om periferi i många 6502-baserade system, även Amiga.

### Amigakretsar
- MOS Technology 8362 - Denise
- MOS Technology 8364 - Paula
- MOS Technology 8361/8367 - Agnus
- MOS Technology 8370/8371 - Fat Agnus
- MOS Technology 8372A/8372B - Fatter Agnus
- MOS Technology 8372/8372b/8375 - Super Agnus
- MOS Technology 8373 - Super Denise